# Entoloma clypeatum
Entolome en bouclier
Espèce
L'Entolome en bouclier (Entoloma clypeatum) est une espèce de champignons basidiomycètes de la famille des Entolomataceae. Il doit son nom à son chapeau mamelonné en forme de bouclier antique, dont la couleur brunâtre varie beaucoup en fonction de l'humidité. C'est un champignon de printemps qui pousse en groupes assez nombreux sous les arbustes épineux, dans les haies ou les vergers d'arbres fruitiers de la famille des Rosaceae. On le dit généralement comestible à condition d'apprécier sa chair farineuse, mais il pourrait être toxique cru et un cas d'empoisonnement a été enregistré en Turquie. Il existe aussi un risque important de confusion avec des champignons dangereux, comme l'Entolome livide ou l'Inocybe de Patouillard.

## Taxinomie et dénominations

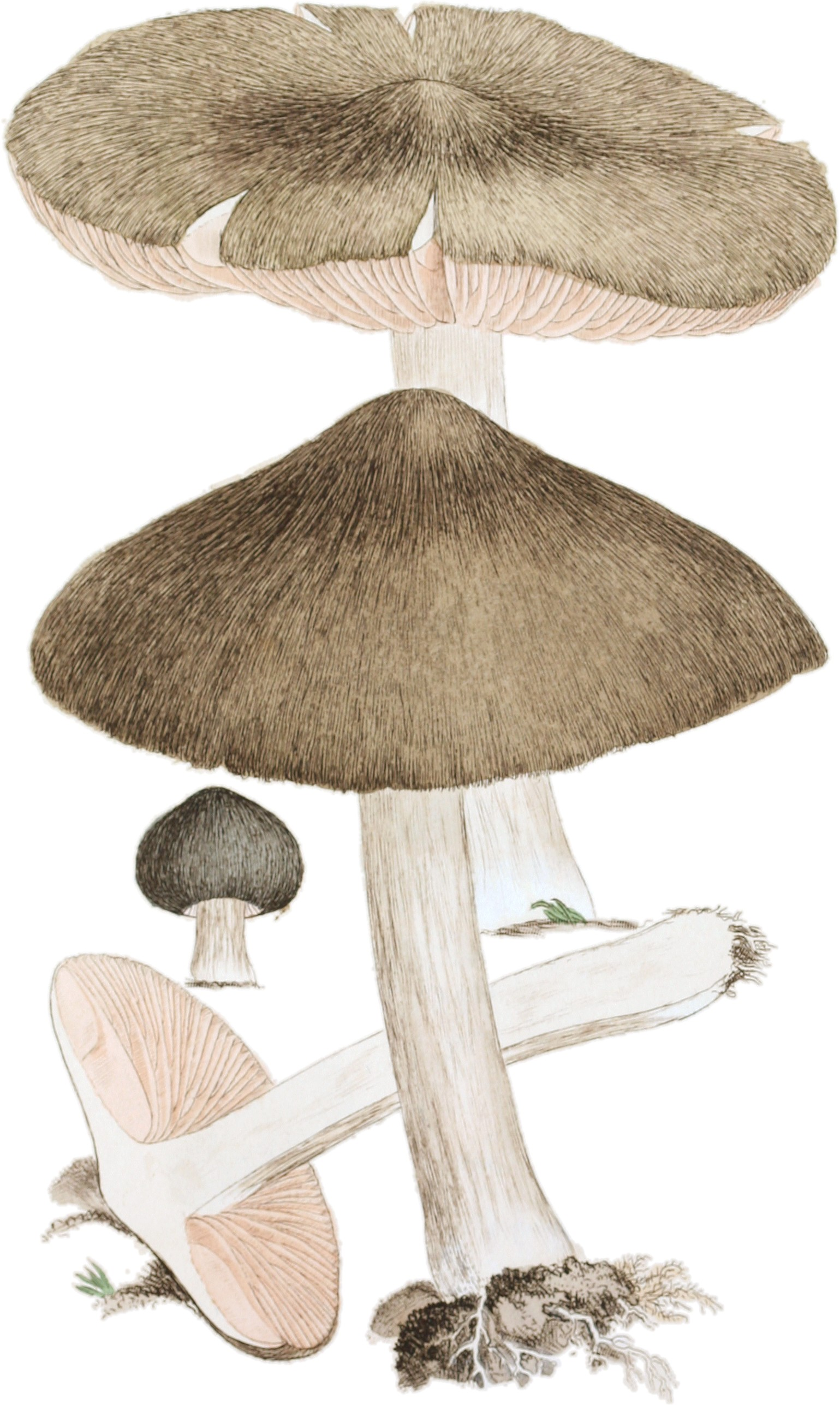
L'Entolome en bouclier sur une planche illustrée par James Sowerby en 1797.

L'espèce reçoit un nom binominal dès la création du système moderne de nomenclature botanique par Carl von Linné. Le naturaliste suédois l'inclut en effet dans son célèbre ouvrage Species plantarum publié en 1753 sous le nom Agaricus clypeatus. L'épithète spécifique fait allusion au clipeus, le bouclier rond des guerriers antiques, duquel le chapeau du champignon semble mimer la forme. En 1838, Elias Magnus Fries crée la tribu des Entolomes pour séparer les agarics à marge enroulée. En 1871, Paul Kummer les élève au rang de genre, et définit ainsi l'espèce Entoloma clypeatum.
Son nom normalisé d'Entolome en bouclier est calqué sur le nom binominal. Le champignon est aussi appelé Mousseron des haies, car il présente la même saveur farineuse que le « vrai » mousseron (Calocybe gambosa).

## Description
C'est un champignon de taille moyenne, avec un chapeau très ferme de 3 à 10 cm de diamètre. Ce dernier est d'abord campanulé, puis s'étale rapidement tout en gardant un fort mamelon au centre. Sa surface est lisse et nettement hygrophane, un peu graisseuse à l'humidité (mais jamais réellement visqueuse) et plus pâle par temps sec. Sa couleur varie du brun bistre au brun ochracé, avec parfois de reflets olivâtres. Elle est fréquemment parcourue de fines fibrilles radiales. La marge reste longtemps enroulée, puis devient irrégulière et fortement sinuée et lobée à maturité.

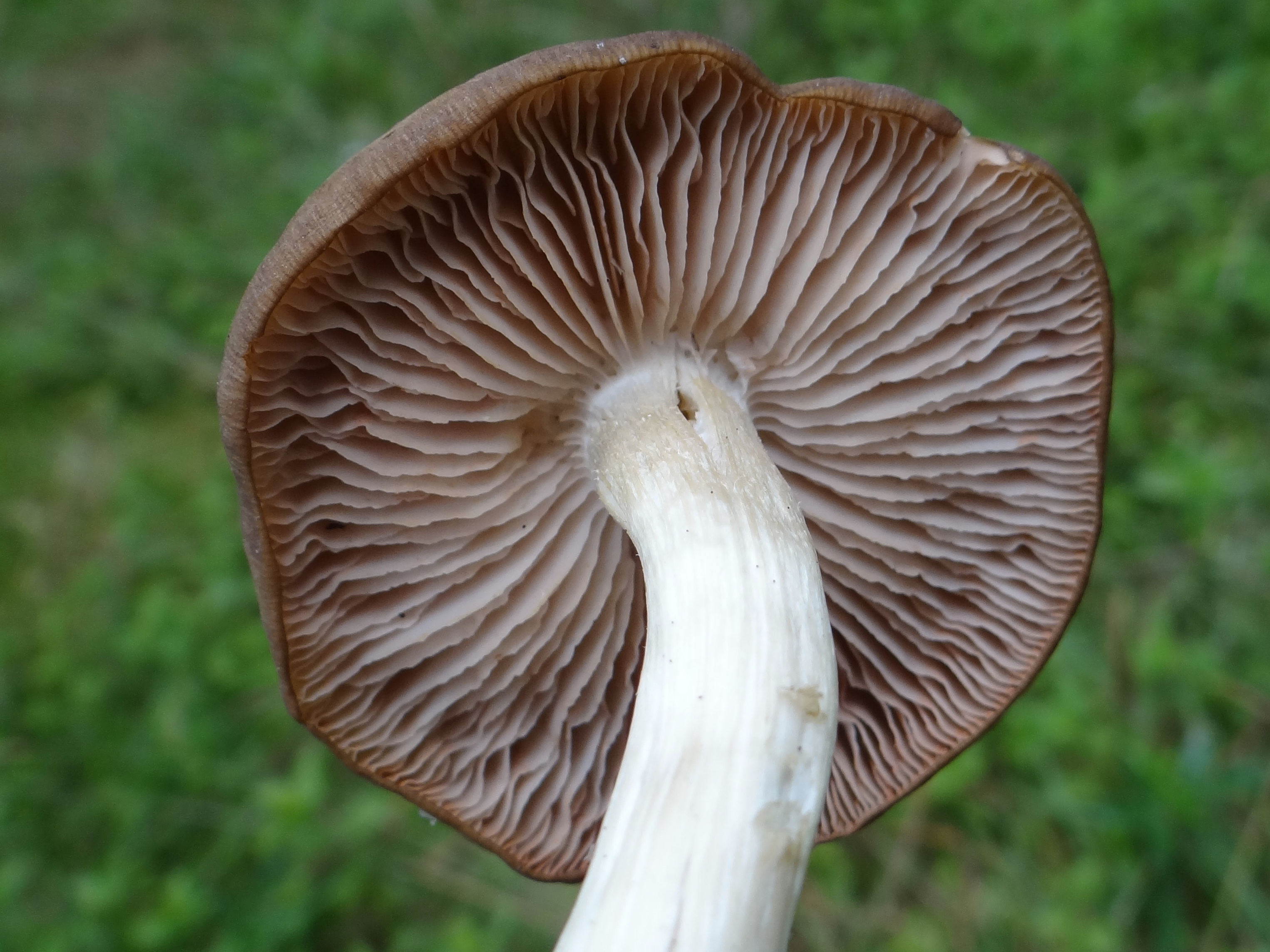
Les lames sont rose sale et leurs arêtes souvent érodées.

Les lames sont adnées à échancrées, ventrues et denticulées sur l'arête. Elles sont initialement blanches ou grises, puis rosissent à maturité des spores, comme chez tous les entolomes. Le stipe est élancé, entre 2 et 10 cm de long pour 0,4 à 2 cm d'épaisseur. Il est plein et ferme, parfois pruineux vers l'apex, et couvert de fibrilles longitudinales brunissantes sur fond blanc. La chair est blanche, grisonnant à l'humidité. Elle est ferme et compacte dans le chapeau mais fibreuse dans le pied. Sa saveur est douce et farineuse, et son odeur agréable ou un peu rance.

### Espèces proches
L'Entolome en bouclier fait partie d'un groupe d'entolomes printaniers à odeur de farine qui sont généralement rapportés comme comestibles. L'Entolome d'avril (Entoloma aprile), qui a un chapeau brunâtre gras à l'humidité, est plus petit et plus fragile, et pousse plutôt sous les ormes et les charmes. L'Entolome des haies (Entoloma sepium) a une teinte plus claire, comme satinée, et sa chair est roussissante. Entoloma saundersii est plus charnu et son chapeau gris est couvert par un léger voile blanc soyeux.
Le champignon peut également être confondu avec certaines espèces toxiques. L'Entolome rose et gris (Entoloma rhodopolium) est semblable, mais plus tardif, en fin d'été et en automne. L'Entolome livide (Entoloma sinuatum) est également plutôt automnal, bien qu'il puisse apparaître en lisière de forêt à une époque où l'on trouve encore l'Entolome en bouclier. Il se distingue par son port beaucoup plus robuste. Au printemps, on risque surtout la confusion avec le très toxique Inocybe de Patouillard (Inocybe erubescens). Son chapeau conique est cependant souvent fendu profondément, sa chair est rougissante, et son odeur assez forte n'est pas farineuse.

## Écologie et habitat

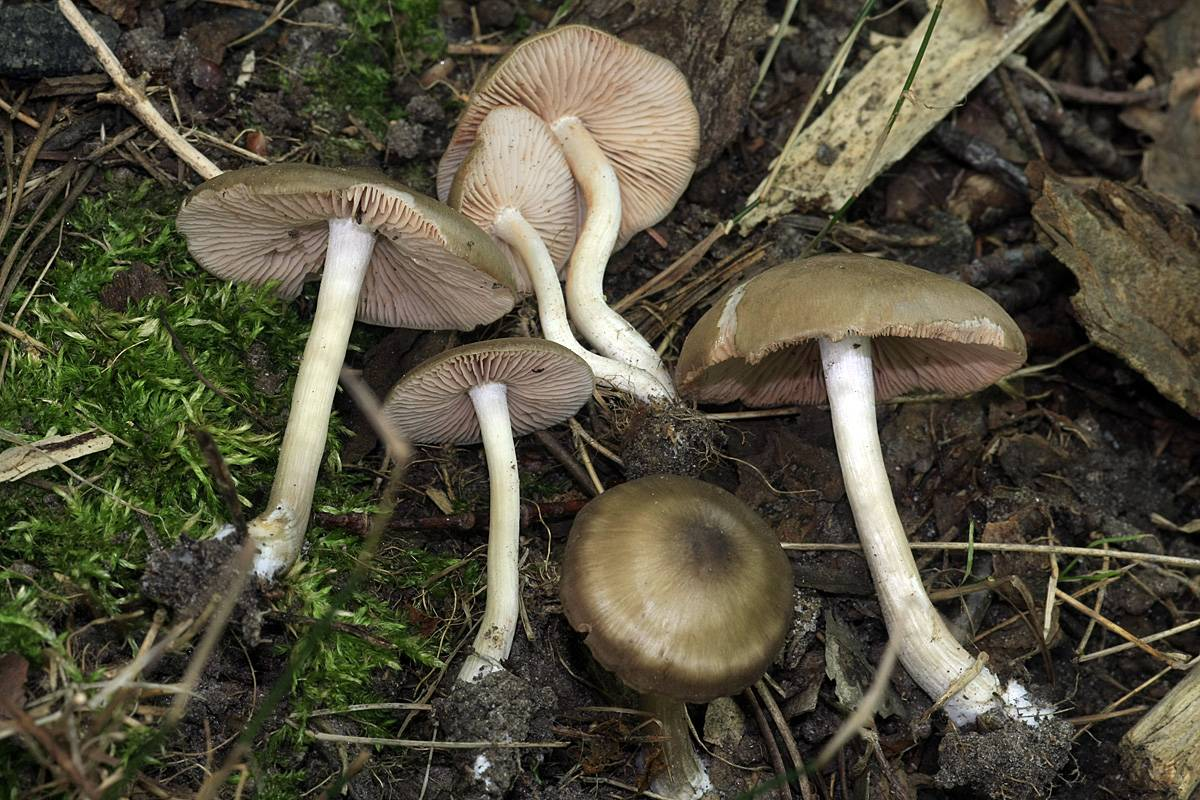
Spécimens de différents âges.

C'est une espèce saprotrophe que l'on rencontre dans forêts, les parcs, les jardins, les vergers et les haies. Il pousse sous les arbres et les arbustes de la famille des Rosaceae : aubépines (Crategus), pommiers (Malus), pruniers (Pyrus), prunelliers, cerisiers, etc. (Prunus spp.). Il apparaît d'avril à juin, peu après leur floraison. Il est assez commun dans toute la zone tempérée.

## Comestibilité
L'Entolome en bouclier est cité comme champignon comestible dans de nombreux ouvrages et assez largement récolté en France. Son odeur farineuse rappelle celle du Tricholome de la Saint-Georges, sans qu'il en ait la délicatesse, et il est vendu sur certains marchés de printemps. Il fait également partie des listes de champignons comestibles de la Société mycologique de France et de l'Agence nationale de sécurité sanitaire de l'alimentation, de l'environnement et du travail. Il apparaît encore comme comestible dans des rapports nationaux en Jordanie, en Ukraine et au Mexique.
Le champignon serait néanmoins toxique cru et nécessiterait une cuisson prolongée. Certains auteurs appellent à rejeter de manière générale les entolomes, car beaucoup sont toxiques ou de comestibilité inconnue, et le risque de confusion avec d'autres champignons deangereux est élevé. En outre, un cas d'empoisonnement de quatre agriculteurs de la province de Burdur en Turquie a été rapporté : En mai 2004, après avoir consommé des champignons, identifiés comme Entoloma clypeatum et collectés dans un verger d'amandiers, ils ont été admis à l'hôpital avec des plaintes de vomissements, de nausées, de transpiration et de frissons. Ils y ont reçu un traitement conservateur et les symptômes cliniques ont disparu après 24 heures.